# Borgarfjörður
El Borgarfjörður ([ˈpɔrkar̥ˌfjœrðʏr]ⓘ) es un fiordo en la costa occidental de Islandia cerca de la localidad de Borgarnes.

## Características
Sus aguas parecen tranquilas, pero en realidad el Borgarfjörður pertenece a un mar peligroso para la navegación debido a las corrientes submarinas y a los bajos fondos.
Dentro del Borgarfjörður están presentes varias islas, la mayoría deshabitadas. Además, cerca de Borgarnes, el Hringvegur pasa por un puente de 500 metros dentro del fiordo.
Sus alrededores están habitados desde la colonización de Islandia, lo que se narra en la Saga de Egil Skallagrímson.
De hecho, el nombre del fiordo (en nórdico antiguo: Borgarfjǫrdr) parece provenir de la granja de Borg, cuyo fundador según las sagas es Skalla-Grímr Kveldulfsson, padre de Egill.

## Galería

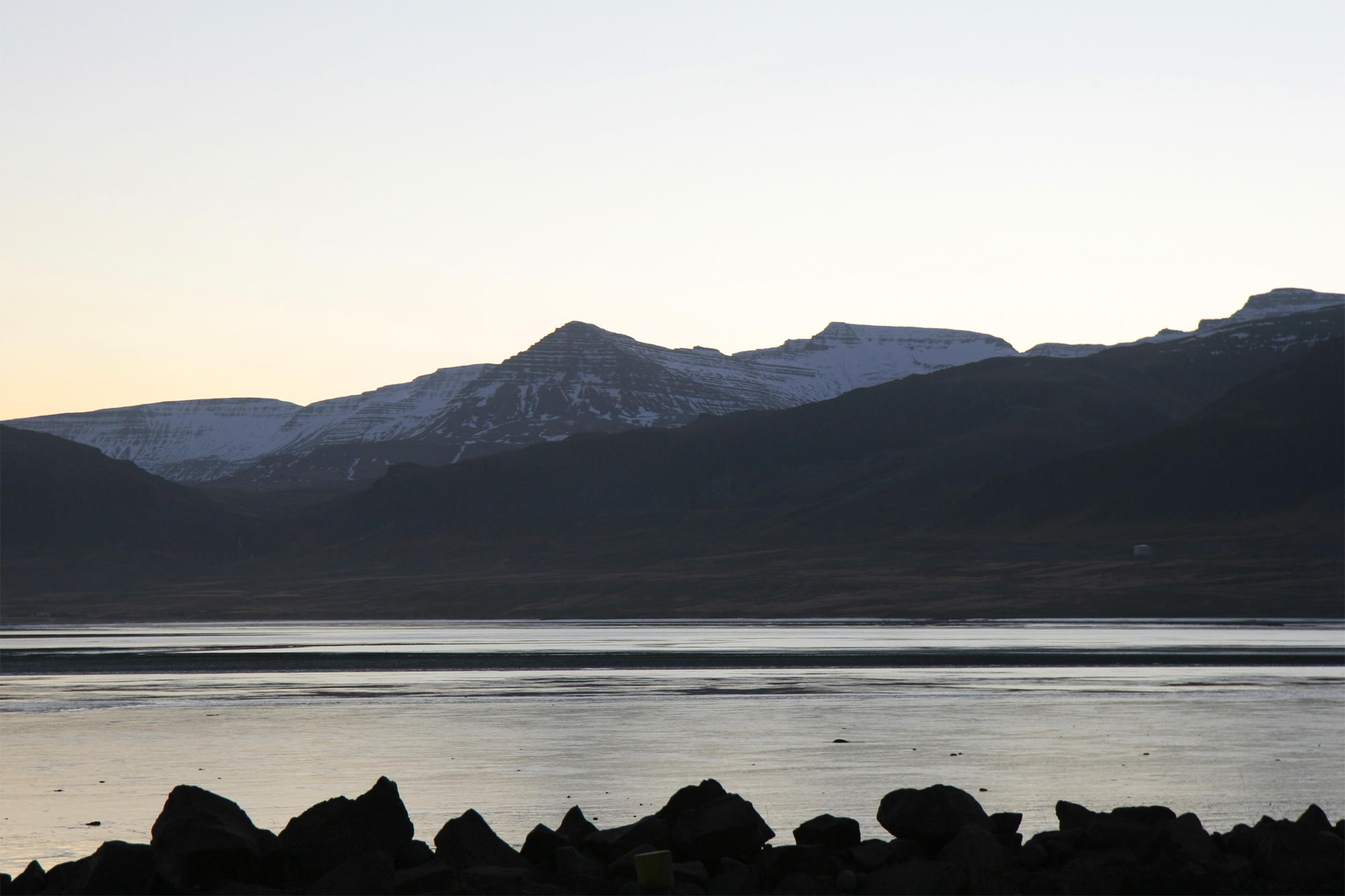
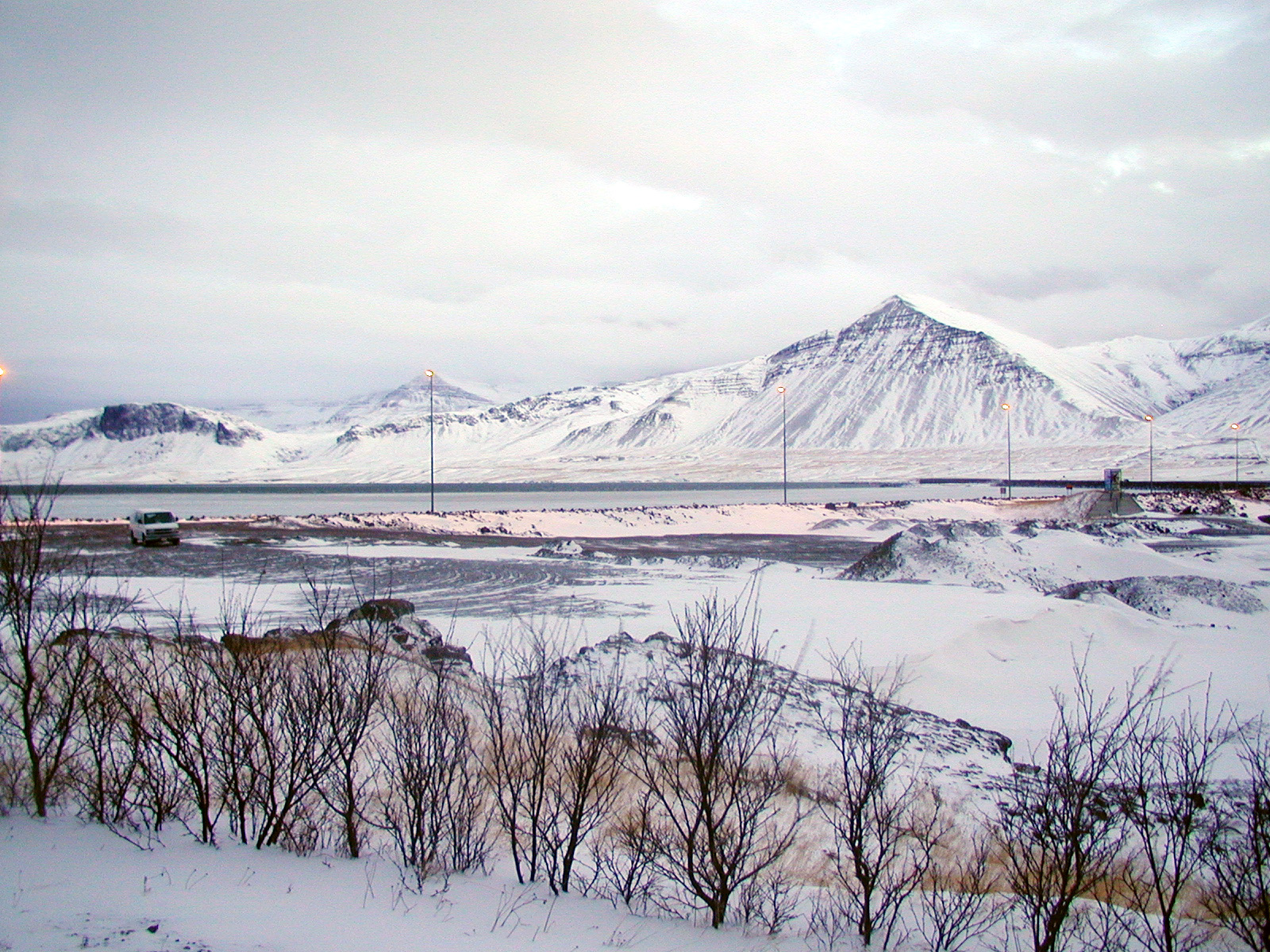
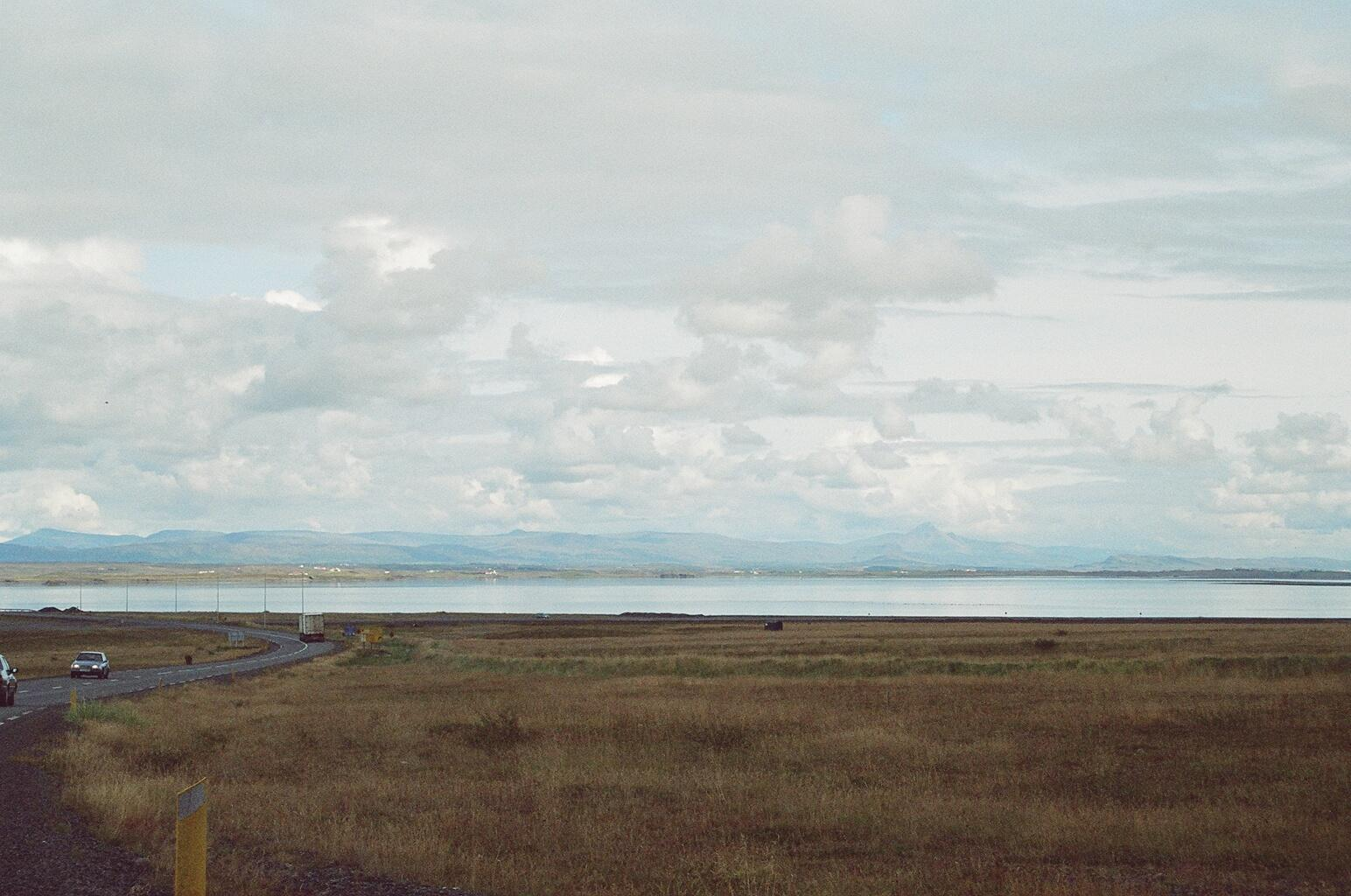
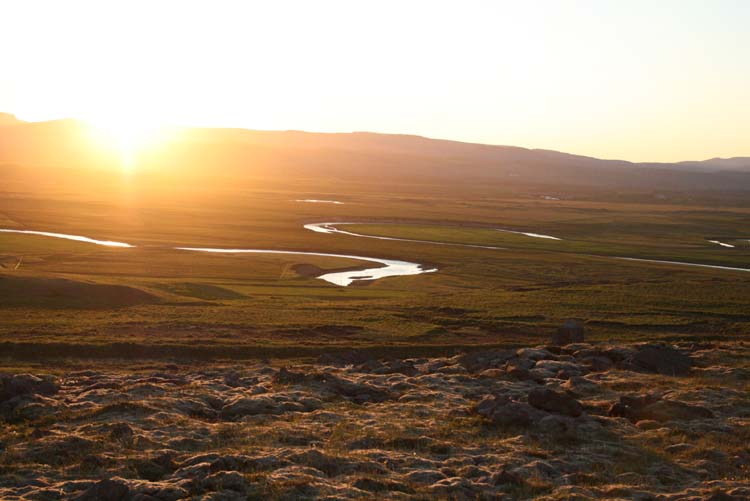